# Mannes Francken
Pour les articles homonymes, voir Franken (homonymie).
Herman Francken, dit Mannes Francken, (né le 20 mai 1888 à Haarlem, mort le 19 novembre 1948) était un footballeur néerlandais du début du XXe siècle. Cet attaquant a inscrit 17 buts lors de ses 22 sélections en équipe des Pays-Bas entre 1906 et 1914.